# Bukowec (schronisko)
Bukowec (bułg. Буковец) – schronisko turystyczne w Starej Płaninie w Bułgarii.

## Opis i położenie
Znajduje się w miejscu o tej samej nazwie. Jest to kompleks trzech budynków o całkowitej pojemności 75 miejsc. Część pokojów ma własne węzły sanitarne, a pozostałe są na piętrach. Budynki są zelektryfikowane. Schronisko jest na trasie europejskiego długodystansowego szlaku pieszego E3 ( Kom - Emine).
Sąsiednie obiekty turystyczne:
- schronisko Predeła (Przełęcz Republiki – 7,45 godz.
- zburzony schron Butora – 4,15 godz.
- zburzony schron Karaiwanowo choriszte – 2,30 godz.
- schronisko Czumerna – 1,30 godz. (12,5 km drogą asfaltową)

Szlaki są znakowane.
Punkty wyjściowe:
- Elena – 26 km drogą asfaltową do najwyższego punktu Przełęczy Twyrdiszkiej
- Twyrdica – 17 km drogą asfaltową do najwyższego punktu Przełęczy Twyrdiszkiej.